# Крочати
«Крочати Парма Регби» (итал. Crociati Parma Rugby F.C., в пер. с итал. «крестоносцы») — итальянский регбийный клуб, основанный в 2010 г. в результате слияния двух других команд — «Регби Парма» и «Регби Ночето». Первым тренером команды стал Франческо Маццариол, который продолжает деятельность по сей день. Домашние матчи команда проводит на стадионе «25 апреля» в Парме.

## «Регби Парма»
Университетская команда создана в 1931 г. Джанни Пенци, Марио Пираццоли и Петером Дзини. В течение нескольких лет студенты участвовали в товарищеских матчах, и в 1935 г. «Парма» присоединилась к клубам Первого дивизиона Италии. Клуб обрёл независимость от академических структур в 1946 г.
В пятидесятых годах «Парма» стрижды становилась сильнейшей командой Италии (1949/50, 1954/55, 1956/57). Следующее десятилетие принесло клубу две победы в молодёжном чемпионате (1961/62, 1966/67). По итогам сезонов 1973/74 и 1987/88 команда теряла право участвовать в высшей лиге. Впрочем, в обоих случаях уже на следующий год регбисты «Пармы» возвращались на элитный уровень. В 1993—1998 гг. «Парма» играла в Серии А2. Затем произошло возвращение в Серию А, вскоре переименованную в Супер 10.
2 июня 2006 г. «Парма» переиграла валлийский «Ньюпорт Гвент Дрэгонс» со счётом 24-15. Победитель матча выходил в групповой этап Кубка Хейнекен 2006/07. Эта победа стала первым подобным достижением в истории итальянского регби. Таким образом, в следующем европейском сезоне Италию представляли три команды (как Уэльс и Ирландию).

## «Крочати»
Клуб сформирован в июне 2010 г. путём объединения команд «Регби Парма» и «Регби Ночето». В рамках клуба создана профессиональная команда, выступающая в чемпионате Супер 10 (ныне Чемпионшип оф Экселленс), и команда для молодых спортсменов (не старше 20 лет), при этом и «Парма», и «Ночето» обладают отдельными юниорскими командами. В сезоне 2010/11 клуб также принимал участие в розыгрыше кубка Эмлин.
Необходимость объединения стала очевидна после создания клуба «Айрони», который выступал в Про12. Руководство «Пармы» и «Ночето» обладали пакетами акций «Айрони». Так как ведущие игроки и основные финансовые потоки были направлены именно в команду высшей лиги, клубы не могли более обеспечивать функционирование сразу двух коллективов.
Также в июне 2010 г. объединились другие итальянские команды: главные ресурсы «Гран Пармы», «Регби Виадана» и «Регби Колорно» сконцентрировались в новой структуре «ГранДукато Парма Регби».

## Текущий состав
Сезон 2011/12
| Игрок               | Позиция | Ассоциация     |
| ------------------- | ------- | -------------- |
| Карло Фестучча      | Хукер   | Италия         |
| Андреа Маничи       | Хукер   | Италия         |
| Марко Колетти       | Проп    | Италия         |
| Даниэле Джоган      | Проп    | Италия         |
| Луиджи Милани       | Проп    | Италия         |
| Франческо Пеполи    | Проп    | Италия         |
| Пардип Сингх        | Проп    | Италия         |
| Флавио Триподи      | Проп    | Италия         |
| Лоренцо Контини     | Лок     | Италия         |
| Дуг Флетчер         | Лок     | Новая Зеландия |
| Филиппо Джероза     | Лок     | Италия         |
| Майкл ван Вурен     | Лок     | Италия         |
| Эмильяно Каффини    | Фланкер | Италия         |
| Диего Дель Нево     | Фланкер | Италия         |
| Эдоардо Руффоло     | Фланкер | Италия         |
| Джузеппе Скьяччиа   | Фланкер | Италия         |
| Габриэле Чиккинелли | Номер 8 | Италия         |
| Роберто Манделли    | Номер 8 | Италия         |

| Игрок               | Позиция   | Ассоциация |
| ------------------- | --------- | ---------- |
| Филиппо Казалини    | Скрам-хав | Италия     |
| Джеймс Айрленд      | Скрам-хав | Уэльс      |
| Якопо Цуччони       | Скрам-хав | Италия     |
| Давиде Фаролини     | Флай-хав  | Италия     |
| Франческо Руффоло   | Флай-хав  | Италия     |
| Себастьян Дамьяни   | Центр     | Италия     |
| Росс Маккэнн        | Центр     | Шотландия  |
| Лука Моризи         | Центр     | Италия     |
| Бенджамин Веньоа    | Центр     | Италия     |
| Джованни Альбергини | Винг      | Италия     |
| Лука Чарритьелло    | Винг      | Италия     |
| Хамид Эн Наур       | Винг      | Италия     |
| Тими Эноде          | Винг      | Италия     |
| Марко Дженнари      | Фулбэк    | Италия     |
| Федерико Магри      | Фулбэк    | Италия     |
| Джулио Рубини       | Фулбэк    | Италия     |

### Игроки международного уровня
- Карло Фестучча
- Роберто Манделли
- Джулио Рубини

## Известные игроки
- Роберт Барбьери
- / Маноа Восауаи
- Эцио Галон
- / Карло Дель Фава[англ.]
- Ролан де Мариньи
- Франческо Маццариол
- Никола Маццукато
- Тино Паолетти
- Фабио Стаибано
- Майкл Барбьери
- Люк Тэйт
- Альберт Туипулоту
- Пол Эмерик
- Маикели Сего

## Достижения
- Супер 10:
  - Чемпион: 1950, 1955, 1957

## Статистика

### Кубок Хейнекен
| Сезон   | Матчей | Побед | Вничью | Поражений | Очков | Пропущено |
| ------- | ------ | ----- | ------ | --------- | ----- | --------- |
| 2006/07 | 6      | 1     | 0      | 5         | 79    | 271       |

### Европейский кубок вызова
| Сезон           | Матчей | Побед | Вничью | Поражений | Очков | Пропущено |
| --------------- | ------ | ----- | ------ | --------- | ----- | --------- |
| 2000/01         | 6      | 0     | 0      | 6         | 92    | 262       |
| 2001/02         | 5      | 2     | 0      | 3         | 127   | 162       |
| (Щит) 2002/2003 | 4      | 2     | 0      | 2         | 88    | 90        |
| 2002/03         | 2      | 0     | 0      | 2         | 24    | 82        |
| (Щит) 2003/2004 | 6      | 3     | 0      | 3         | 150   | 128       |
| 2003/04         | 2      | 0     | 0      | 2         | 34    | 58        |
| 2004/05         | 4      | 2     | 0      | 2         | 73    | 116       |
| 2005/06         | 6      | 1     | 0      | 5         | 74    | 206       |
| 2007/08         | 6      | 1     | 0      | 5         | 104   | 157       |
| 2008/09         | 6      | 3     | 0      | 3         | 165   | 120       |
| 2009/10         | 6      | 2     | 0      | 4         | 78    | 145       |
| 2010/11         | 4      | 0     | 0      | 4         | 37    | 178       |